# Honoré Verhaest
Honoré Charles Edouard Verhaest (Moorslede, 16 januari 1891 - 10 april 1963) was een Belgisch senator.

## Levensloop
Beroepshalve industrieel, werd Verhaest verkozen tot gemeenteraadslid van Gent en oefende dit mandaat uit tot aan zijn dood. Hij was schepen van Gent in 1946-1952 en in 1959-1963.
Hij werd in 1961 tot CVP-senator verkozen voor het arrondissement Gent en vervulde dit mandaat tot aan zijn dood.